# 上野ガス
上野ガス株式会社（うえのガス、英:UENO GAS）は、三重県伊賀市周辺で、主にガス事業を行っている企業。

## 支店
2つの営業所と2つの出張所、合わせて4つの支店がある。

### 営業所
- 亀山営業所（三重県亀山市椿世町）
- 名張営業所（三重県名張市東町）

### 出張所
- 阿山出張所（三重県伊賀市川合）
- 伊賀南出張所（三重県伊賀市比土）

## 上野ガスグループ
上野ガス株式会社とその子会社(下記)。
- 上野ハウス株式会社
- 上野都市ガス株式会社
- 伊賀上野ケーブルテレビ株式会社
- 上野ガス配送センター株式会社
- 上野合同保険株式会社
- リストランテチッタ
- アポロ興産株式会社
- 株式会社加藤商会

## 歴史
年表
- 1927年 - 上野瓦斯株式会社が設立。
- 1928年 - 都市ガス事業開始。
- 1959年 - 液化石油ガス販売開始。
- 1970年 - 上野ハウス株式会社を設立。
- 1971年 - 上野瓦斯にて住宅設備の販売および設計・施工を開始。
- 1981年 - 上野都市ガス株式会社を設立。
- 1992年 - 伊賀上野ケーブルテレビ株式会社を設立。
- 1991年 - 社名を上野ガス株式会社に変更。
- 1995年 - 上野ガス配送センター株式会社を設立。
- 2006年 - ショールームフラムが完成。
- 2007年
  - まちやガーデン伊賀色々を設立。
  - イタリア料理店リストランテチッタが開業。